# Sidsel Bodholt Nielsen
Sidsel Bodholt Nielsen (født 8. november 1989) er en tidligere dansk håndboldspiller, der senest spillede for Viborg HK. Hun har tidligere optrådt for Skive fH og selvsamme Viborg HK.
Hun er tvillingesøster til HH Elites Stine Bodholt Nielsen.
I 2020 blev hun træner for Randers HK.